# Municipio de Perry (Nebraska)
El municipio de Perry (en inglés: Perry Township) es un municipio ubicado en el condado de Thurston en el estado estadounidense de Nebraska. En el año 2010 tenía una población de 229 habitantes y una densidad poblacional de 2,56 personas por km².

## Geografía
El municipio de Perry se encuentra ubicado en las coordenadas 42°14′45″N 96°43′18″O / 42.24583, -96.72167. Según la Oficina del Censo de los Estados Unidos, el municipio tiene una superficie total de 89.55 km², de la cual 89,4 km² corresponden a tierra firme y (0,17 %) 0,15 km² es agua.

## Demografía
Según el censo de 2010, había 229 personas residiendo en el municipio de Perry. La densidad de población era de 2,56 hab./km². De los 229 habitantes, el municipio de Perry estaba compuesto por el 97,38 % blancos, el 1,75 % eran amerindios, el 0,44 % eran asiáticos y el 0,44 % eran de una mezcla de razas. Del total de la población el 2,62 % eran hispanos o latinos de cualquier raza.